# Konstantin Bronzit
Konstantin Eduardovitch Bronzit (Russe :Константин Эдуардович Бронзит), né le 12 avril 1965 à Leningrad (St Petersbourg) est un réalisateur de cinéma d'animation russe qui a notamment gagné de nombreux prix internationaux pour son film Au bout du monde, réalisé en résidence au studio Folimage, en France.
Il a reçu en tout 50 prix internationaux pour ses films d'animation.

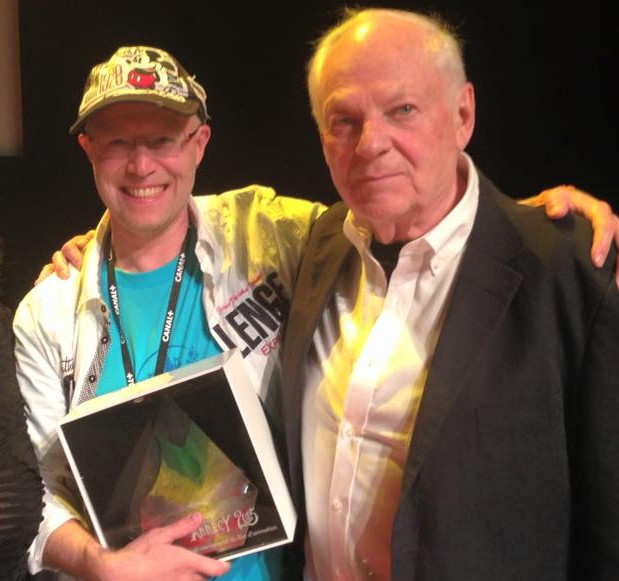
Konstantin Bronzit recevant le cristal du court métrage au festival international du film d'animation d'Annecy au côté de Richard Williams

## Filmographie
- 1988 : Carroussel (Карусель)
- 1994 : Switchcraft (Свичкрафт)
- 1997 : Die Hard (Крепкий орешек)
- 1999 : Au bout du monde (На краю земли)
- 2003 : Le Dieu
- 2004 : Aliocha Popovitch et Tougarine Zmeï (Алёша Попович и Тугарин Змей)
- 2006 : Histoire de toilettes, histoire d'amour
- 2007 : Histoire véridique de trois petits porcs
- 2014 : Nous ne pouvons pas vivre sans l'espace (court métrage)
- 2018 : Les Trois Chevaliers et l'Héritière du trône
- 2019 : Il ne peut pas vivre sans l'espace (court métrage)

## Prix et distinctions
Liste non exhaustive
- Festival international du film d'animation d'Annecy 2015 : Cristal d'Annecy du meilleur court métrage pour Nous ne pouvons pas vivre sans l'espace
- 18e cérémonie des Aigles d'or : Aigle d'or du meilleur film d'animation pour Il ne peut pas vivre sans l'espace
- 33e cérémonie des Nika : Nika du meilleur film d'animation pour Il ne peut pas vivre sans l'espace
- Prix Klingsor[1] 2020 (pour l'ensemble de son œuvre) à la Biennale d'animation de Bratislava